# Chaetabraeus fakir
Chaetabraeus fakir är en skalbaggsart som först beskrevs av Lewis 1905.  Chaetabraeus fakir ingår i släktet Chaetabraeus och familjen stumpbaggar. Inga underarter finns listade i Catalogue of Life.